# Marion Delbo
Pour les articles homonymes, voir Delbo.
Marion Delbo (nom de scène de Germaine Marie Ernestine Delbo), née le 10 février 1901 à Aiguebelle (Savoie) et morte le 14 juillet 1969 à Neuilly-sur-Seine, est une actrice et une romancière française. Elle a été l'épouse du journaliste, critique et scénariste-dialoguiste Henri Jeanson.

## Biographie
Après le Conservatoire, elle apparait sur scène dans quelques pièces, notamment au théâtre de l'Atelier aux côtés de Charles Dullin. En 1928, elle épouse à Paris le journaliste et critique Henri Jeanson (1900-1970). Sa carrière au cinéma débute en 1933 dans Le Jugement de minuit d'Alexandre Esway et André Charlot, film dont les dialogues sont signés par son mari. Elle figure notamment dans L'Hôtel du libre échange de Marc Allégret avec Fernandel, ou encore dans Club de femmes de Jacques Deval avec Danielle Darrieux.
En 1943, son premier roman, Monsieur Durey, est publié par l'éditeur Robert Denoël. Celui-ci rencontre par l'intermédiaire de l'actrice sa future maîtresse, Jeanne Loviton (connue aussi sous son nom de plume, Jean Voilier). En décembre 1945, Denoël - qui se rend au théâtre en voiture avec Jeanne Loviton, devenue sa compagne - est assassiné alors qu'il change une roue, Jeanne Loviton s'étant éloignée pour chercher un taxi. Marion Delbo est entendue comme témoin par la police (car le couple Denoël-Jeanne Loviton, invité à déjeuner, a passé chez elle toute la journée précédant le drame). Malgré les soupçons qui pèsent sur la compagne de la victime (devenue actionnaire principale de la société d'édition), l'assassin n'est pas découvert, et un non-lieu est prononcé.
L’année suivante (1946), Marion Delbo fait partie de la distribution du Tartuffe mis en scène par Marcel Herrand, et joué au théâtre des Mathurins. Dans les années cinquante et soixante, elle publie trois autres romans, et paraît sur les écrans dans des seconds rôles. Henri Jeanson, qui est depuis plusieurs années le compagnon de l'actrice et scénariste Claude Marcy, demande le divorce, finalement prononcé définitivement en 1965. Marion Delbo meurt quatre ans plus tard, le 14 juillet 1969.

## Théâtre
- 1928 : À quoi penses-tu ? de Steve Passeur - théâtre de l'Atelier
- 1934 : Parole d'honneur d'Henri Jeanson
- 1941 : La main passe de Georges Feydeau, mise en scène Marcel Herrand, théâtre des Mathurins : Sophie Massenay
- 1946 : Tartuffe de Molière, mise en scène Marcel Herrand, théâtre des Mathurins : Dorine[4]
- 1946 : Primavera de Claude Spaak, mise en scène Marcel Herrand, théâtre des Mathurins : La Caravella[4]
- 1954 : Électre de Marguerite Yourcenar, mise en scène Jean Marchat, théâtre des Mathurins

## Filmographie
- 1933 : Le Jugement de minuit d'Alexandre Esway et André Charlot : Cora Milton
- 1934 : L'Hôtel du libre échange de Marc Allégret : Angélique Pinglet
- 1936 : Joli Monde de René Le Hénaff
- 1936 : Club de femmes de Jacques Deval : Françoise
- 1940 : Elles étaient douze femmes de Georges Lacombe : Mme de Bélières
- 1942 : Soyez les bienvenus de Jacques de Baroncelli
- 1949 : Tous les chemins mènent à Rome de Jean Boyer : Mady
- 1950 : Julie de Carneilhan de Jacques Manuel : la mère Encelade
- 1951 : Juliette ou la Clé des songes de Marcel Carné : l'accorte ménagère
- 1956 : Eugénie Grandet de Maurice Cazeneuve - TV : Nanon
- 1963 : L'inspecteur Leclerc enquête, série télévisée -  épisode Le Passé d’une femme : Catha

## Publications

### Romans
Tous parus aux éditions Denoël : 
- Monsieur Durey, 1943
- Le soleil était gai, 1957
- Côte de grâce, 1959
- Pauline ou le désordre, 1964